# Africa Sat
 (mars 2024).
Si vous disposez d'ouvrages ou d'articles de référence ou si vous connaissez des sites web de qualité traitant du thème abordé ici, merci de compléter l'article en donnant les références utiles à sa vérifiabilité et en les liant à la section « Notes et références ».
Africa Sat est un bouquet numérique (radio, télévision), en bande C sur le satellite STALLAT-5AB3@, opérationnel depuis août 2002. Africa Sat couvre totalement l'Afrique, l'Europe, le Moyen-Orient, et la côte est des États-Unis. Il est en position orbitale 5° Ouest. Le diffuseur est sur un satellite visible depuis le Gabon.
Africa Sat diffuse notamment les émissions de radio de Africa no 1, première radio généraliste internationale du continent africain.